# Fagraea bodenii
Fagraea bodenii là một loài thực vật có hoa trong họ Long đởm. Loài này được Wernham mô tả khoa học đầu tiên năm 1916.